# Joel Benjamin
Pour les articles homonymes, voir Benjamin.
Joel Benjamin (né le 11 mars 1964) est un grand maître américain du jeu d'échecs. Il a remporté le championnat des États-Unis à trois reprises.

## Biographie
Benjamin est né à Brooklyn et a grandi dans le quartier de Marine Park (en). Il est diplômé de l'université Yale en 1985.
À l'âge de 13 ans, il bat le record de Bobby Fischer en devenant le maître américain le plus jeune. Comme junior, il a remporté les titres National Elementary en 1976, le National Junior High Crown en 1978 et le National High School en 1980-1981.
Il est champion des États-Unis junior en 1980 et 1982 et premier de l'US Open en 1985. Il obtient le titre de grand maître international l'année suivante.
Benjamin a participé à vingt-trois championnats des États-Unis. Il est champion des États-Unis en 1987, 1997 et 2000. Il remporte l'open de Saint-Jean au Canada en 1988 et l'Open du Canada en 2000. Il a été inauguré au US Chess Hall of Fame à Miami en 2008.
Benjamin a été recruté par IBM pour le projet Deep Blue qui a vaincu le champion du monde d'échecs Garry Kasparov en 1997.
Benjamin a participé à six olympiades d'échecs avec les États-Unis (de 1988 à 1996 ainsi qu'en 2002).
Benjamin fait une apparition dans le film À la recherche de Bobby Fischer en 1993 et dans Game Over, Kasparov vs the Machine, il a également inspiré le personnage de Paul Nelson dans la série Rematch.

## Publications
Benjamin a co-écrit Unorthodox Chess Openings avec Eric Schiller pour Batsford en 1987 et a fréquemment contribué au magazine Chess Life ainsi qu'à d'autres périodiques. Plus récemment, il est l'auteur de :
- American Grandmaster : Four Decades of Chess Adventures, Everyman Chess, 2007.

## Partie remarquable
- Benjamin - Goufeld, Hawaii 1998 1-0